# Pionia
Pionia est une association loi de 1901 ayant le triple objectif suivant :
- La contribution au mouvement du Logiciel libre.
- La recherche et le développement concernant l’Intelligence artificielle appliquée au traitement autonome de données satellitaires, à l’électronique et à la robotique au moyen des technologies du traitement numérique du signal (TNS) et de l’informatique.
- Le développement d’applications du TNS vers des domaines variés (maritimes, écologiques, systèmes embarqués, automatisme, domotique).